# Черна вдовица
Черна вдовица (Latrodectus mactans) е един от 31-те вида отровни паяци от рода на черните вдовици (Latrodectus). Отровата при ухапване от женския паяк е много опасна за човека, понякога може да е смъртноносна. Мъжките индивиди почти никога не хапят.

## Описание
Среща се основно в Америка, сравнително малък е, тялото достига най-често 15 mm при женските и 9 mm при мъжките. Черен е на цвят с много характерно червено оцветяване отдолу на корема във формата на пясъчен часовник. Паяжината на черната вдовица е много здрава. Черната вдовица се храни с насекоми. Нарича се вдовица заради това, че когато се размножава, тя често убива мъжкия след контакта, както е и при богомолките.